# 검단 나들목
검단 나들목(Geomdan IC)은 인천광역시 서구 시천동에 설치될 예정인 인천국제공항고속도로의 교차로이다. 나들목 진출입로는 함께 건설되는 인천광역시 서구 공촌동 ~ 계양구 둑실동 구간을 잇는 검단-경명로 간 도로와 접속될 예정이다.

## 연혁
- 2021년 9월 13일 : 2027년까지 나들목 신설을 위해 인천광역시 서구 시천동 일원을 검단 나들목으로 고시[1]

## 구조물 정보
- 위치 : 인천광역시 서구 시천동

## 접속하는 도로
- 검단-경명로 간 도로